# Observatorio de Centelleo Interplanetario
El Observatorio de Centelleo Interplanetario (también conocido como conocido como MEXART por el inicialismo en inglés Mexican Array Radio Telescope) es un radiotelescopio astronómico del Instituto de Geofísica de la Universidad Nacional Autónoma de México (UNAM). Está ubicado en el municipio de Coeneo, en el pueblo colonia Félix Ireta que donó el terreno para su construcción, en el estado de Michoacán. Consiste en 4096 dipolos repartidos en un arreglo de 64x64 en un área de 9,600 m². A noviembre de 2016 es el único observatorio de centelleo interplanetario en América y sólo uno de cuatro de este tipo en todo el mundo. Entre sus funciones está la observación constante de tormentas solares a fin de establecer un sistema mundial de alarma y prevención.

## Metodología
El MEXART realiza observaciones del viento solar mediante la técnica del centelleo interplanetario (CIP o IPS por sus siglas en inglés), que analiza los cambios de intensidad de las ondas de radio que provienen de un cuerpo celeste.